# Đinh Cố
Đinh Công (chữ Hán: 丁公, bính âm: Dīng Gōng, ? - ?) là tướng lĩnh nhà Tây Sở trong lịch sử Trung Quốc.

## Cuộc đời
Ông có tên là Cố (固), người huyện Tiết của nhà Tần. Hán thư chép ông là Mẫu đệ của Quý Bố. Từ "mẫu đệ" được đời sau giải nghĩa là em cùng mẹ khác cha hoặc là cậu của Quý Bố.
Năm 205 TCN, quân Hán đại bại trong trận Bành Thành, Đinh Cố cầm quân đuổi theo Lưu Bang ở phía tây Bành Thành. Quân Sở sắp bắt kịp, Lưu Bang thấy nguy, quay đầu lại nói với ông: 
"Hai người hiền sao lại làm hại nhau!?"
Đinh Cố bèn đưa quân trở về, Lưu Bang nhờ vậy mà thoát nạn. Sau khi Hạng Vũ thất bại, ông đến yết kiến Lưu Bang, Lưu Bang trói Đinh Công giải đi khắp quân doanh, nói: 
"Đinh Công là bề tối bất trung của Hạng vương, khiến Hạng vương mất thiên hạ là Đinh Công vậy!"
Sau đó Lưu Bang hạ lệnh chém Đinh Cố, và tuyên bố: 
"Để đời sau làm bề tôi không bắt chước Đinh Công."